# Oligoplites palometa
Oligoplites palometa es una especie de peces de la familia Carangidae en el orden de los Perciformes.

## Morfología
• Los machos pueden llegar alcanzar los 49,7 cm de longitud total.

## Distribución geográfica
Se encuentra desde Guatemala hasta São Paulo (Brasil ).